# Naxos (pladeselskab)
 For alternative betydninger, se Naxos. (Se også artikler, som begynder med Naxos)
Naxos (officielt navn: Naxos Denmark – Olga Musik) er et dansk pladeselskab med base i København, som især udgiver klassisk musik.
Selskabet har siden 1987 distribueret produkterne fra den internationale Naxos-koncern. Samarbejdet indledtes allerede dette år, hvor Naxos blev stiftet af en tysker, Klaus Heymann, med base i Hongkong. Det danske selskab står også for egne udgivelser under samme mærke.